# Extinción (película)
Extinción (Extinction en el original inglés) es una película estadounidense de ciencia ficción y suspenso de 2018, dirigida por Ben Young y escrita por Spenser Cohen, Eric Heisserer y Brad Kane. Está protagonizada por Michael Peña, Lizzy Caplan, Mike Colter, Lilly Aspell, Emma Booth, Israel Broussard y Lex Shrapnel. Fue estrenada en Netflix el 27 de julio de 2018.

## Sinopsis
Peter, un ingeniero, tiene pesadillas recurrentes en las que él y todos los que él conoce sufren confrontaciones violentas y con un enemigo alienígena desconocido. Visita de mala gana una clínica para recibir ayuda psiquiátrica, solamente para encontrar allí a un paciente que revela que está teniendo las mismas visiones, lo que hace que Peter crea que estas son de una próxima invasión.
Esa noche, las naves espaciales invasoras abren fuego sobre la ciudad, causando daños significativos. Peter y su esposa, Alice, barrican su apartamento en medio de los sonidos de matanzas de las tropas terrestres. Un soldado vestido con una armadura rompe la barricada y encuentra a Lucy, una de las hijas de Peter y Alice, escondida debajo de una mesa. El soldado hace una pausa para examinar a la niña, y esa distracción permite que Peter y Alice inmovilicen al soldado. Peter, ahora armado con el arma del soldado, saca a su familia del edificio.
Basándose en sus visiones, Peter y su familia acuerdan buscar refugio en la fábrica donde este trabaja. Puede pasar por alto la autenticación biométrica del rifle y matar a los soldados que vigilan la salida del edificio de apartamentos. Se dirigen a la entrada de un túnel para viajar con seguridad a la fábrica, pero no antes de que Alice resulte herida por la explosión de una bomba. Cuando se reagrupan, aparece el soldado de su apartamento, habiéndolos rastreado con una señal de homing en el rifle que tomó Peter. Para sorpresa de Peter, el soldado se quita el casco y parece humano. Peter obliga al soldado a llevar a Alicia a la fábrica. Allí, su jefe David, explica que se ha esperado la invasión durante muchos años. Un médico examina a Alicia pero le informa a Peter que no puede salvarla. Mientras los hombres de David arrastran al soldado invasor para ejecutarlo, le grita a Peter que puede salvar a Alice. Peter acepta quedarse con el soldado para salvar a su mujer. David evacuará a sus hijas a una estación de metro donde un tren de transporte los espera para llevarlos a una base fuera del sitio.
El soldado sorprende a Peter al revelar que Alicia es un sintético (AI). Para salvar a Alicia, ella necesita una fuente de poder alternativa: el mismo Peter. Bajo la guía del soldado, Peter abre su propio pecho con una navaja de bolsillo, confirmando que también es un sintético. El soldado conecta un cable entre los dos androides y Peter se desmaya, experimentando en detalle lo que había pensado que eran visiones del futuro, pero en realidad son recuerdos de una guerra pasada: ante el temor de que los trabajadores androides ("sintéticos") puedan enfrentarse a los humanos, los militares atacaron a los sintéticos desarmados. Los sintéticos contraatacaron y eventualmente expulsaron a todos los humanos del planeta. Para lidiar con la culpa de lo que han hecho y para evitar vivir con el temor de una represalia de los humanos, los sintéticos han borrado sus recuerdos y han vivido como humanos, sin darse cuenta de su naturaleza o historia.
Peter se despierta y el soldado, Miles, explica que los humanos han estado viviendo en Marte durante 50 años. Había esperado que los sintéticos fueran monstruos, no familias con niños. Peter y Alice se separan amigablemente con Miles para encontrar a sus hijas mientras los humanos rompen el techo de la fábrica. Cuando todos se van en el tren, David explica que él y un puñado de otros sintéticos guardaron sus recuerdos para estar preparados para el inevitable regreso de los humanos. Peter sugiere que algún día podría haber paz entre los humanos y los sintéticos.

## Reparto
- Michael Peña como Peter.
- Lizzy Caplan como Alice, esposa de Peter.
- Mike Colter como David, jefe de Peter.
- Amelia Crouch como Hanna, hija mayor de Peter y Alice.
- Erica Tremblay como Lucy, hija menor de Peter y Alice.
- Israel Broussard como Miles, un soldado.
- Lex Shrapnel como Ray, esposo de Samantha.
- Emma Booth como Samantha, esposa de Ray.
- Lilly Aspell como Megan, hija de Ray y Samantha.
- Nikola Kent como Luke, compañero de trabajo de Peter[1]

## Producción
En diciembre de 2013, se reveló que el guion de Extinción, escrito por Spenser Cohen, se había incluido en la lista negra de 2013 de los mejores guiones sin producir en Hollywood, votado por más de 250 ejecutivos de estudios. En enero de 2014, Joe Johnston se unió para dirigir la cinta, y en septiembre de 2016, se reveló que James McAvoy estaba "en conversaciones" para protagonizar.
En octubre de 2016, Ben Young se unió para dirigir el film, habiendo Johnston dejado el proyecto tiempo atrás. En enero de 2017, se anunció que Michael Peña protagonizaría en el papel que originalmente habría sido de McAvoy. En febrero de 2017, Universal Pictures adquirió los derechos de distribución, con la producción principal planeada para empezar en abril de 2017. En marzo de 2017, Lizzy Caplan e Israel Broussard se unieron al reparto, mientras que Mike Colter y Lex Shrapnel se incorporaron en abril, y Emma Booth en mayo del mismo año.

## Estreno
Extinción fue estrenada el 27 de julio de 2018 en la plataforma de streaming Netflix. La película originalmente iba a ser lanzada en cines el 26 de enero de 2018, a través de Universal Pictures, pero finalmente fue removida de la lista de estrenos. Posteriormente, en febrero de 2018, se anunció que Netflix había adquirido los derechos de distribución de la cinta.

## Recepción
Extinction ha recibido reseñas mixtas de parte de la crítica y de la audiencia. En el portal web especializado Rotten Tomatoes, la película posee una aprobación de 32%, basada en 25 reseñas, con una calificación de 4.1/10, mientras que de parte de la audiencia tiene una aprobación de 47%, basada en 1375 votos, con una calificación de 3.1/5.
El sitio web Metacritic le ha dado a la película una puntuación de 40 de 100, basada en 6 reseñas, indicando "reseñas mixtas". En el sitio IMDb los usuarios le han dado una calificación de 5.8/10, sobre la base de 53 565 votos. En la página web FilmAffinity, la cinta tiene una calificación de 4.7/10, basada en 3925 votos.